# Anna Báthy
Anna Báthy, née le 13 juin 1901 à Beregszász et morte le 20 mai 1962 à Budapest, est une soprano hongroise.

## Biographie
Elle fait ses études de chant à l'Académie de musique de Budapest, où elle fait ses débuts au Théâtre municipal dans le rôle d'Elisabeth dans Tannhäuser de Richard Wagner. En 1929, elle est embauchée à l'Opéra de Budapest où elle chante notamment le répertoire wagnérien.